# Campeonato Chileno de Futebol de 1980
O Campeonato Chileno de Futebol de 1980 (oficialmente Campeonato Nacional de Fútbol Profesional de la Primera División de Chile) foi a 48ª edição do campeonato do futebol do Chile. Os clubes jogam todos contra todos. Os dois últimos colocados são rebaixados diretamente para a Campeonato Chileno de Futebol - Segunda Divisão, enquanto os dois antepenúltimos jogam uma ligilla de rebaixamento com o 3º e 4º lugares da Primera B, onde os dois primeiros ascendem e os outros dois são rebaixados. O campeão e o ganhador da ligilla entre 2º ao 5º lugar se classificam para a Copa Libertadores da América de 1981. Nesta edição excepcionalmente cairiam mais dois, pois o campeonato seria reduzido para apenas 16 equipes.

## Participantes
| Equipe                                        | Cidade        | Região                           | No ano anterior                                                     | Estádio                             | Capacidade | Títulos                                     | Participações |
| --------------------------------------------- | ------------- | -------------------------------- | ------------------------------------------------------------------- | ----------------------------------- | ---------- | ------------------------------------------- | ------------- |
| Club Social y Deportivo Colo-Colo             | Ñuñoa         | Região Metropolitana de Santiago | Campeão                                                             | Estádio Nacional de Chile           | 55.100     | 12 (Último em 1979)                         | 48            |
| Club Universidad de Chile                     | Santiago      | Região Metropolitana de Santiago | Quarto Lugar                                                        | Estádio Nacional de Chile           | 55.100     | 7 (1940, 1959, 1962,1964, 1965, 1967, 1969) | 43            |
| Unión Española                                | Independencia | Região Metropolitana de Santiago | Terceiro Lugar                                                      | Estádio Santa Laura                 | 22.375     | 5 (1943, 1951, 1973, 1975, 1978)            | 47            |
| Green Cross-Temuco                            | Temuco        | Região de Araucanía              | Sexto Lugar                                                         | Estádio Municipal Germán Becker     | 20.930     | 0 (não possui)                              | 16            |
| Club Social y de Deportes Concepción          | Concepción    | Região de Bío-Bío                | Nono Lugar                                                          | Estádio Municipal de Concepción     | 35.000     | 0 (não possui)                              | 13            |
| Club de Deportes Lota Schwager                | Coronel       | Região de Bío-Bío                | Décimo Segundo Lugar                                                | Estádio Municipal Federico Schwager | 18.500     | 0 (não possui)                              | 11            |
| Club Deportivo Palestino                      | La Cisterna   | Região Metropolitana de Santiago | Oitavo Lugar                                                        | Estádio Santa Laura                 | 22.375     | 2 (1955, 1978)                              | 26            |
| Club de Deportes Aviación                     | El Bosque     | Região Metropolitana de Santiago | Décimo Primeiro Lugar                                               | Estádio Reinaldo Martín Müller      | 22.375     | 0 (não possui)                              | 7             |
| Corporación Deportiva Everton de Viña del Mar | Viña del Mar  | Província de Valparaíso          | Décimo Lugar                                                        | Estádio Sausalito                   | 25.000     | 3 (1950, 1952, 1976)                        | 35            |
| Club Deportivo Universidad Católica           | Las Condes    | Região Metropolitana de Santiago | Décimo Lugar                                                        | Estádio Independência               | 13.500     | 4 (1949, 1954, 1961, 1966)                  | 39            |
| Audax Club Sportivo Italiano                  | La Florida    | Região Metropolitana de Santiago | Décimo Quinto Lugar                                                 | Estádio Santa Laura                 | 22.375     | 4 (1936, 1946, 1948, 1957)                  | 43            |
| O'Higgins Fútbol Club                         | Rancagua      | Região de O'Higgins              | Quinto Lugar                                                        | Estádio El Teniente                 | 14.550     | 0 (não possui)                              | 24            |
| Club de Deportes Coquimbo Unido               | Coquimbo      | Região de Coquimbo               | Sétimo Lugar                                                        | Estádio La Pampilla                 | ---        | 0 (não possui)                              | 7             |
| Club de Deportes Cobreloa                     | Calama        | Região de Antofagasta            | Vice Campeão                                                        | Estádio Municipal de Calama         | 12.000     | 0 (não possui)                              | 3             |
| Club de Deportes Santiago Wanderers           | Valparaíso    | Região de Valparaíso             | Décimo Sexto Lugar                                                  | Estádio Elías Figueroa Brander      | 23.000     | 2 (1958, 1968)                              | 35            |
| Club Deportivo y Social Naval                 | Talcahuano    | Região de Bío-Bío                | Décimo Terceiro Lugar                                               | Estádio El Morro                    | 7.152      | 0 (não possui)                              | 7             |
| Club Deportivo Magallanes                     | Maipú         | Região Metropolitana de Santiago | Acesso pelo Campeonato Chileno de Futebol de 1979 - Segunda Divisão | Estádio Independência               | 13.500     | 4 (1933, 1934, 1935, 1938)                  | 42            |
| Club de Deportes Iquique                      | Iquique       | Região de Tarapacá               | Acesso pelo Campeonato Chileno de Futebol de 1979 - Segunda Divisão | Estádio Municipal de Iquique        | -----      | 0 (não possui)                              | 1             |

## Campeão
| Campeão Chileno 1980                                   |
| ------------------------------------------------------ |
| Club de Deportes Cobreloa (Calama) (1º título) Campeão |